# سیکورسکی اس-۷۲
سیکورسکی اس-۷۲ (به انگلیسی: Sikorsky S-72) یک هواگرد ساختِ کارخانهٔ سیکورسکی در کشور ایالات متحده آمریکا است. این هواگرد برای نخستین بار در ۱۲ اکتبر ۱۹۷۶ میلادی مورد استفاده قرار گرفت.